# Pomacentrus polyspinus
Pomacentrus polyspinus là một loài cá biển thuộc chi Pomacentrus trong họ Cá thia. Loài này được mô tả lần đầu tiên vào năm 1991.

## Từ nguyên
Từ định danh polyspinus trong tiếng Latinh có nghĩa là "có nhiều gai", hàm ý đề cập đến số gai vây lưng của loài cá này nhiều hơn loài tương tự là Pomacentrus adelus.

## Phạm vi phân bố và môi trường sống
P. polyspinus chỉ được tìm thấy ở ngoài khơi tỉnh Phuket (Thái Lan). P. polyspinus sống tập trung gần những rạn san hô gần bờ và trong đầm phá ở độ sâu khoảng từ 3 đến 10 m.

## Mô tả
Chiều dài lớn nhất được ghi nhận ở P. polyspinus là 7 cm.
Số gai ở vây lưng: 14; Số tia vây ở vây lưng: 13–14; Số gai ở vây hậu môn: 2; Số tia vây ở vây hậu môn: 14; Số gai ở vây bụng: 1; Số tia vây ở vây bụng: 5.

## Sinh thái học
Thức ăn của P. polyspinus bao gồm tảo và các loài động vật phù du. Cá đực có tập tính bảo vệ và chăm sóc trứng.